# 岸田和美
岸田 和美（きしだ かずみ、1952年 - ）は日本の録音技師。神奈川県生まれ。日本映画・テレビ録音協会会員。松竹映画、特に山田洋次監督作品の録音技師として活躍している。2003年『たそがれ清兵衛』で第26回日本アカデミー賞最優秀録音賞を受賞した。

## 主な作品

### 映画
| 公開年 | 作品名                                    | 監督     |
| ------ | ----------------------------------------- | -------- |
| 1993年 | スペインからの手紙 ベンポスタの子どもたち | 朝間義隆 |
| 1993年 | ゴト師株式会社                            | 鶴田法男 |
| 1995年 | 時の輝き                                  | 朝原雄三 |
| 1995年 | サラリーマン専科                          | 朝原雄三 |
| 1996年 | サラリーマン専科 単身赴任                 | 朝原雄三 |
| 1997年 | 新サラリーマン専科                        | 朝原雄三 |
| 1997年 | 虹をつかむ男 南国奮斗篇                   | 山田洋次 |
| 1998年 | てなもんや商社 萬福貿易商社               | 本木克英 |
| 1998年 | 学校III                                   | 山田洋次 |
| 2000年 | 釣りバカ日誌イレブン                      | 本木克英 |
| 2000年 | しあわせ家族計画（調音）                  | 阿部勉   |
| 2000年 | 十五才 学校IV                             | 山田洋次 |
| 2001年 | 釣りバカ日誌12 史上最大の有給休暇         | 本木克英 |
| 2002年 | たそがれ清兵衛                            | 山田洋次 |
| 2002年 | 白い犬とワルツを（調音）                  | 月野木隆 |
| 2004年 | ドラッグストア・ガール                    | 本木克英 |
| 2004年 | 天国の本屋〜恋火                          | 篠原哲雄 |
| 2004年 | 隠し剣 鬼の爪                             | 山田洋次 |
| 2005年 | 釣りバカ日誌16 浜崎は今日もダメだった♪    | 朝原雄三 |
| 2006年 | 武士の一分                                | 山田洋次 |
| 2007年 | 母べえ                                    | 山田洋次 |
| 2008年 | ゲゲゲの鬼太郎 千年呪い歌                 | 本木克英 |
| 2009年 | 鴨川ホルモー                              | 本木克英 |
| 2009年 | おとうと                                  | 山田洋次 |
| 2010年 | 京都太秦物語                              | 山田洋次 |
| 2014年 | 小さいおうち                              | 山田洋次 |
| 2014年 | 超高速!参勤交代                           | 本木克英 |
| 2015年 | 母と暮せば                                | 山田洋次 |

## 主な受賞
- 第24回日本アカデミー賞優秀録音賞（2000年、『十五才 学校IV』）
- 第26回日本アカデミー賞最優秀録音賞（2002年、『たそがれ清兵衛』）[1]
- 第28回日本アカデミー賞優秀録音賞（2004年、『隠し剣 鬼の爪』）
- 第30回日本アカデミー賞優秀録音賞（2006年、『武士の一分』）[2]
- 第32回日本アカデミー賞優秀録音賞（2008年、『母べえ』）[3]
- 第34回日本アカデミー賞優秀録音賞（2010年、『おとうと』）[4]
- 第37回日本アカデミー賞優秀録音賞（2013年、『東京家族』）[5]
- 第38回日本アカデミー賞優秀録音賞（2014年、『小さいおうち』）[6]
- 第39回日本アカデミー賞優秀録音賞（2015年、『母と暮せば』）[7]
- 第44回日本アカデミー賞優秀録音賞（『男はつらいよ お帰り 寅さん』）[8]
- 毎日映画コンクール録音賞（2002年、『たそがれ清兵衛』）
- 日本映画テレビ技術協会柴田賞（1994年）